# Lapeirousia teretifolia
Lapeirousia teretifolia là một loài thực vật có hoa trong họ Diên vĩ. Loài này được (Geerinck & al.) Goldblatt miêu tả khoa học đầu tiên năm 1990.